# Michaela Pitsch
Michaela Pitsch ist eine ehemalige Schweizer Skeletonsportlerin.
Michaela Pitsch kam vom Cresta-Sport zum Skeleton. Bei Schweizer Meisterschaften trat sie erstmals 2000 an und gewann gleich hinter Tanja Morel und Maya Pedersen-Bieri die Bronzemedaille. Diesen Erfolg wiederholte sie im Jahr darauf hinter Ursi Walliser und Morel. Auch 2005 und 2006 hinter Pedersen-Bieri und Morel sowie 2008 hinter Morel und Jessica Kilian konnte sie die Bronzemedaille bei den nationalen Titelkämpfen gewinnen.
Ihr internationales Debüt gab Pitsch im Januar 2001 beim zweiten jemals ausgetragenen Skeleton-Europacup-Rennen auf der Kunsteisbahn am Königssee, bei dem sie 12. wurde. Im Dezember 2001 erreichte sie als Viertplatzierte in Altenberg ihre erste Platzierung unter den besten zehn und zugleich ihr bestes Resultat in der Rennserie. Ihr erstes und einziges Rennen im Skeleton-Weltcup bestritt Pitsch im Januar 2003 in St. Moritz und wurde dort 22. Es war zugleich die Skeleton-Europameisterschaft 2003, in dieser Wertung wurde die Schweizerin 12. Es war zugleich das letzte internationale Rennen Pitschs, die auf nationaler Ebene noch bis gegen Ende des ersten Jahrzehnts der 2000er Jahre aktiv blieb. Sie leitet heute die Skeleton-Schule des Olympia Bob Run St. Moritz–Celerina.